# Kronična obstruktivna pljučna bolezen
Kronična obstruktivna pljučna bolezen (KOPB), med drugim znana tudi kot kronična obstruktivna bolezen pljuč (KOBP) in kronična obstruktivna bolezen dihalnih poti (KOBDP), je obstruktivno obolenje pljuč, za katero je značilen kronično slab pretok zraka. Običajno se s časom poslabšuje. Glavni simptomi so zasoplost, kašelj in nastajanje izmečka.
Kajenje je najpogostejši vzrok za KOPB, s številnimi drugimi dejavniki, kot so onesnaženje zraka in dedna nagnjenost, ki igrajo manjšo vlogo. V državah v razvoju je eden od pogostnih vzrokov onesnažen zrak zaradi slabega prezračevanja med kuhanjem hrane in ob ogrevanju prostorov. Dolgotrajna izpostavljenost tem dražečim vplivom povzroča vnetni odziv v pljučih, zaradi česar prihaja do zoženja malih dihalnih poti in do razkroja pljučnega tkiva. Posledično se v pljučih nabira zrak, kar imenujemo emfizem. Pod terminom kronični bronhitis razumemo opis simptomov kroničnega kašlja, ki se kaže skupaj z nastajanjem izmečka. Večina ljudi s kroničnim bronhitisom ima KOPB.
Diagnozo postavimo na osnovi slabega pretoka zraka, ki se meri s testi pljučne funkcije. Drugače kot pri astmi, jemanje zdravil zmanjšanega pretoka zraka ne izboljša bistveno.
KOPB lahko preprečimo z zmanjšanjem izpostavljenosti znanim vzrokom. Gre za prizadevanja, da se zmanjša obseg kajenja ter izboljša kakovost zraka v bivališčih in na prostem. Metode za zdravljenje KOPB so med drugim: odvajanje od kajenja, cepljenja, rehabilitacija pljuč, pogosto vdihavanje bronhodilatatorjev in jemanje kortikosteroidov. Za nekatere ljudi je rešitev dolgoročna terapija s kisikom ali pa presaditev pljuč. Pri prizadetih z obdobji akutnega poslabšanja je lahko potrebna večja uporaba zdravil in hospitalizacija.
Po vsem svetu KOPB prizadene 329 milijonov ljudi oziroma skoraj 5 % prebivalstva. V letu 2012 je bolezen kot tretji najbolj pogosti vzrok smrti terjala življenje več kot treh milijonov ljudi. Število smrtnih žrtev naj bi se v številnih državah zaradi višjih stopenj kajenja in staranja prebivalstva povečalo. Ekonomske stroške bolezni v letu 2010 ocenjujejo na 2,1 milijarde $.

## Znaki in simptomi
Najpogostejši simptomi KOPB so nastajanje izpljuvka, zasoplost in produktiven kašelj. Ti simptomi so prisotni v daljšem časovnem obdobju in se običajno sčasoma slabšajo. Ni jasno, ali obstajajo različne vrste KOPB. Doslej so bolezen delili na emfizem in kronični bronhitis; pri tem predstavlja emfizem le opis sprememb v pljučih, ne pa bolezni same, kronični bronhitis pa je preprosto opis simptomov, do katerih lahko - ali pa tudi ne - pride pri KOPB. Pri tem je kronični bronhitis definiran kot kašelj, ki traja več kot tri mesece letno v zadnjih dveh letih in se kaže skupaj z nastajanjem izmečka.

### Kašelj
Kronični kašelj se običajno pojavi kot prvi znak bolezni. To stanje se lahko pojavi, še preden se KOPB v celoti razvije. Količina proizvedenega izmečka se lahko v času nekaj ur ali dni spreminja. V nekaterih primerih kašelj ni prisoten ali pa se pojavlja le občasno in ni nujno produktiven. Nekateri ljudje s KOPB pripisujejo simptome »kadilskemu kašlju«. Sputum se lahko pogoltne ali pa izpljune, pogosto odvisno od družbenih in kulturnih dejavnikov. Pretiran kašelj lahko povzroči zlom reber ali kratkotrajno izgubo zavesti. Osebe s KOPB imajo pogosto zgodovino prehladov, ki trajajo dlje časa.

### Zasoplost
Zasoplost je pogosto simptom, ki ljudi najbolj moti. Prizadeti jo najpogosteje opisujejo takole: »dihati mi je zelo naporno,« »počutim se kot brez sape,« ali »ne morem vdihniti dovolj zraka«. Različna kulturna okolja lahko znake opisujejo drugače. Za zasoplost je značilno, da se ob naporu poslabša, ravno tako se poslabša, če traja dolgo, in pa s časom. V poznejših fazah se pojavi med mirovanjem in je lahko vedno prisotna. Pri ljudeh s KOPB predstavlja vir tesnobo in slabe kakovosti življenja. Veliko ljudi z napredovalo obliko KOPB diha skozi našobljene ustnice, kar pri nekaterih olajša zasoplost.

### Druge značilnosti
Pri KOPB, lahko izdih traja dlje kot vdih. Lahko se pojavi stiskanje v prsih, ki pa ni običajno in katerega vzrok je lahko kaj drugega. Pri osebah z oviranim pretokom zraka je ob pregledu prsnega koša s stetoskopom lahko slišati piskanje ali druge zvoke ob vstopu zraka v pljuča. Prsni koš v obliki soda je za KOPB značilen, čeprav relativno redek znak. S slabšanjem bolezni prizadeti pogosto zavzemajo trinožno lego.
V poznem stadiju KOPB vodi do visokega tlaka v pljučnih arterijah, ki obremenjuje desni prekat srca. To stanje se imenuje cor pulmonale, in vodi do simptomov v obliki oteklih nog in izbuljenih žil na vratu. KOPB je med obolenji pljuč najpogostejši vzrok za cor pulmonale. Cor pulmonale je postal manj pogost, odkar se pri zdravljenju uporablja dodaten kisik.
KOPB se pogosto, deloma zaradi skupnih dejavnikov tveganja, pojavlja skupaj s številnimi drugimi bolezenskimi stanji. To so med drugim: ishemične bolezni srca, visok krvni tlak, diabetes mellitus, oslabitve mišic, osteoporoza, pljučni rak, anksiozna motnja in depresija. Bolniki s hudo obliko bolezni imajo pogosto občutek, da so ves čas utrujeni. Betičasti prsti niso specifični za KOPB in bi morali spodbuditi preiskave v smeri pljučnega raka.

### Poslabšanje
Kot akutno poslabšanje KOPB je razumeti povečano kratko sapo, povečano količino izmečkov, spremembe barve izmečka od brezbarvne k zeleni oz. rumeni ali poslabšanje kašlja. Lahko se pojavi skupaj z znaki za povečan napor pri dihanju, kot so hitro dihanje, hitro bitje srca, potenje, dejavnost mišic v vratu, modrikast odtenek kože in zmeda, ali pa bojevito vedenje, če gre za zelo hude izbruhe. Ob pregledu pljuč s stetoskopom je slišati pokanje.

## Vzrok
Glavni vzrok za KOPB je tobačni dim, v nekaterih državah spadata med pomembne vzroke še izpostavljenost pri delu ter onesnažen zrak zaradi odprtih ognjev v bivališčih. Značilno je, da traja izpostavljenost več desetletij, preden se pojavijo simptomi. Določen vpliv ima tudi dedna nagnjenost posameznika.

### Kajenje
Glavni dejavnik tveganja za KOPB po vsem svetu, je kajenje tobaka. Med kadilci bo okoli 20 % dobilo KOPB, med tistimi, ki kadijo že celo življenje, pa okoli polovica. V Združenih državah Amerike in Združenem kraljestvu je med obolelimi za KOPB 80-95 % aktivnih ali preteklih kadilcev. Verjetnost, da se KOPB pojavi, raste s celokupno izpostavljenostjo dimu. Poleg tega so ženske dovzetnejše za škodljive učinke dima kot pa moški. Pri nekadilcih je pasivno kajenje vzrok za približno 20 % primerov. Tudi druge vrste kajenja, kot so marihuana, cigare in vodna pipa, predstavljajo tveganje. Pri ženskah, ki kadijo med nosečnostjo, se lahko poveča tveganje za nastanek KOPB pri otroku.

### Onesnaženost zraka
Slabo prezračevani ognji za kuho, pri katerih je pogosto gorivo premog ali biomasa, kot so les in živalski iztrebki, vodijo do onesnaženosti zraka v zaprtih prostorih in so eden od najpogostejših vzrokov za KOPB v državah v razvoju. Ti ognji predstavljajo glavni način kuhanja in gretja za skoraj 3 milijarde ljudi; učinki na zdravje so večji pri ženskah zaradi večje izpostavljenosti med gospodinjskimi opravili. Poleg tega predstavljajo glavni vir energije v 80 % bivališč v Indiji, na Kitajskem in v podsaharski Afriki.
Ljudje, ki živijo v velikih mestih, imajo višjo stopnjo KOPB kot ljudje, ki živijo na podeželju. Urbano onesnaževanje zraka je sicer dejavnik pri slabšanju bolezni, vendar njegova celotna vloga kot vzrok za KOPB ni jasna. Območja s slabo kakovostjo zraka na prostem, med drugim zaradi izpušnih plinov, imajo na splošno višjo stopnjo KOPB. Za celokupni učinek pa se v primerjavi s kajenjem meni, da je majhen.

#### Drugi onesnaževalci zraka
Epidemiološke raziskave o vplivu radona na umrljivost zaradi nemalignih pljučnih bolezni, kot je KOPB, so razmeroma maloštevilne, vendar nakazujejo na to, da radon poveča umrljivost ljudi zaradi KOPB. Kljub temu, da ni jasno, ali radon sproži nastanek KOPB ali poslabša njen potek, radon lahko povzroči vnetje pljučnega tkiva, ki je povezano tako s KOPB kot s pljučnim rakom.
Raziskave kažejo, da so nanodelci tesno povezani s poslabšanjem in razvojem mnogih pljučnih bolezni, kot sta KOPB in astma. Med izpostavljenostjo nanodelcem se je pri bolnikih s pljučnimi boleznimi pojavljalo več primerov bronhokonstrikcije (zoženja svetline sapnic), bronhialne hiperodzivnosti in fibroze pljuč, uporaba zdravil je bila prav tako večja. Med medicinsko pomembne nanodelce spadajo delci titanovega dioksida (TiO2), ki se v nanotehnološki industriji uporablja za izdelavo sestavin barv in tapet ter mnogih potrošniških izdelkov, kot so ličila, oblačila, senčila in živila, poleg tega so tem delcem izpostavljeni delavci med predelavo rutila. Več kot polovica delavcev, izpostavljeni delcem TiO2, naj bi doživljali simptome slabšega delovanja pljuč. Raziskave so pokazale, da delci TiO2 lahko sprožijo oz. povzročijo vnetne odzive, razraščanje veziva (fibroproliferativne spremembe), hiperplazijo čašastih celic in emfizemu podobne spremembe. Nanodelci TiO2 bi tako lahko predstavljali resen javno zdravstveni problem, tako v poklicnih razmerah kot v okolju.

### Poklicne izpostavljenosti
Intenzivna in dolgotrajna izpostavljenost prahu na delovnem mestu, kemikalijam in hlapom povečuje tveganje za KOPB, tako pri kadilcih kot tudi pri nekadilcih. Za izpostavljenost na delovnem mestu se meni, da je vzrok v 10-20 % primerov. Po ocenah je v Združenih državah Amerike z izpostavljenostjo na delovnem mestu povezanih več kot 30 % primerov pri bolnikih, ki niso nikoli kadili; tveganje v državah brez zadostnih predpisov je verjetno še večje.
Vpletenih je več industrij in virov, med drugim visoka raven prahu v premogovništvu, pri pridobivanju zlata, v industriji tekstila iz bombaža, ter poklici, kjer se dela s kadmijem ter z izocianati in kjer nastaja dim, kot je varjenje. Delo v kmetijstvu prav tako predstavlja tveganje. Za nekatere poklice so ocenili, da je njihovo tveganje enakovredno kajenju od pol do dveh škatel cigaret na dan. Izpostavljenost kremenovemu prahu lahko tudi povzroči KOPB, tveganje zanj ni povezano s tveganjem za silikozo. Zdi se, da se negativni učinki izpostavljenosti prahu in cigaretnemu dimu seštevajo, če ne celo obojestransko krepijo.
Na letališčih so tako delavci kot administrativno osebje izpostavljeni ultrafinim izpušnim delcem iz dizelskih motorjev delovnih strojev in letalskih motorjev. Med pomembne onesnaževalce v takšnih razmerah spadajo policiklični aromatski ogljikovodiki, hlapne organske spojine, kot so benzen in aldehidi, anorganski plini, kot so žveplov dioksid (SO2) in dušikovi oksidi (NOx) ter fini trdni delci. Ultrafini izpušni delci iz dizelskih motorjev so povezani z nastankom mnogih bolezni, poleg KOPB še s srčno-žilnimi boleznimi in rakom. Navkljub zdravstvenemu tveganju le malo letališč nadzoruje kakovost zraka v delovnem okolju.

### Genetika
Genetika igra vlogo pri razvoju KOPB. Med sorodniki bolnikov s KOPB, ki kadijo, je pogostejša, kot med kadilci, ki si niso v sorodu.  Trenutno je edini nesporno deden dejavnik tveganja pomanjkanje alfa 1-antitripsina (AAT). To tveganje je še posebej veliko, če oseba, ki ji alfa 1-antitripsin primanjkuje, tudi kadi. Dejavnik je odgovoren za približno 1-5 % primerov stanje pa je prisotno pri približno 3-4 osebah na 10.000 ljudi. Drugi genetski dejavniki so trenutno predmet preiskav, verjetno jih je precej.
Tri četrtine primerov obolenja ima vzroke v slabih poteh delovanja pljuč v mladosti. Te poti so povezane z izpostavljenostjo v otroštvu, dejavniki pa jih pri odraslih kasneje pomnožijo,

### Drugo
Številni drugi dejavniki so manj tesno povezani s KOPB. Tveganje je večje pri revnih ljudeh, čeprav ni jasno, ali je to zaradi revščine same ali zaradi drugih dejavnikov tveganja, ki so z revščino povezani, kot sta na primer onesnaženje zraka in podhranjenost. Obstajajo še nepotrjeni dokazi za povečano tveganje za KOPB pri ljudeh z astmo in hiper-reaktivnimi dihalnimi potmi. Porodni dejavniki, kot je nizka teža pri porodu, lahko prav tako igrajo vlogo kot številne nalezljive bolezni, kot recimo HIV/AIDS in tuberkuloza. Okužbe dihal, kot je pljučnica, naj ne bi povečevale tveganja za KOPB, kar velja predvsem za odrasle.

### Poslabšanja
Akutno poslabšanje (nenadno poslabšanje simptomov) običajno sprožijo okužbe ali okoljska onesnaževala, včasih tudi drugi dejavniki, kot je nepravilna uporaba zdravil. Razlog za 50 do 75 % primerov so najverjetneje okužbe, pri čemer so bakterijskega izvora v 25 %, virusnega izvora v 25 %, in obojnega izvora v 25 % primerov. Okoljska onesnaževala so med drugim slaba kakovost zraka v bivališčih in na prostem. Izpostavljenost lastnemu dimu in pasivno kajenje povečujeta tveganje. Nizke temperature lahko prav tako igrajo vlogo, saj se poslabšanja pojavljajo pogosteje v zimskem času. Osebe z resnejšo obliko obolenja poslabšanja pogosteje doletijo: pri blagi obliki bolezni 1,8 na leto, zmerni 2-3 na leto, in hudi 3,4 na leto. Osebe s s številnimi poslabšanji se delovanje pljuč hitreje slabša. Krvni strdki v pljučih lahko pri osebah z obstoječo KOPB poslabšajo simptome.

## Patofiziologija
KOPB je vrsta obstruktivne pljučne bolezni, pri kateri obstaja kronično slab pretok zraka, ki je le delno reverzibilen (omejen pretok zraka), in pri katerem prizadeta oseba ni zmožna izdihniti v celoti (vklenjen zrak). Slab pretok je posledica okvare pljučnega tkiva (pri čemer se nabira zrak v pljučih, kar imenujemo emfizem) ter bolezni majhnih dihalnih poti (obstruktivni bronhitis). Deleži teh dveh dejavnikov se razlikujejo med ljudmi. Hudo uničenje malih dihalnih poti lahko vodi do nastanka velikih zračnih žepov, znanih kot bule, ki nadomeščajo pljučno tkivo. Ta oblika bolezni se imenuje bulozni emfizem.
KOPB se razvija kot pomemben in kroničen vnetni odziv na vdihavanje dražečih snovi. Kronične bakterijske okužbe lahko dodatno vplivajo na to vnetno stanje. Vnetne celice, ki sodelujejo, so med drugim nevtrofilni granulociti in makrofagi, dve vrsti belih krvničk.  Pri kadilcih sodelujejo tudi limfociti Tc1, pri nekaterih bolnikih s KOPB, podobno kot pri astmi, tudi eozinofilci granulociti.  Odziv celic je delno posledica vnetnih mediatorjev, kot so  kemotaktični dejavniki. Drugi procesi, vpleteni v poškodbe pljuč, so med drugim iz vnetnih celic izhajajoč oksidativni stres kot posledica visoke koncentracije prostih radikalov v tobačnem dimu in razgrajevanje vezivnega tkiva pljuč zaradi proteaz, ki jih zaviralci proteaz ne inhibirajo v zadostni meri.  Uničenje veznega tkiva v pljučih je povod za razvoj emfizema, ki nato prispeva k slabemu pretoka zraka in končno k slabemu vpijanju in sproščanju dihalnih plinov. Splošen propad mišic, ki pogosto spremlja KOPB, je lahko deloma posledica vnetnih posrednikov, ki jih pljuča sproščajo v kri.
Do zoženja dihalnih poti prihaja zaradi vnetja in posledičnega brazgotinjenja.  Zaradi zoženja dihalnih poti prizadeta oseba ne more popolnoma izdihniti. Do zmanjšanja pretoka zraka prihaja največ med izdihom, ko tlak v prsih stiska dihalne poti. Tako lahko ob naslednjem vdihu v pljučih ostane več zraka iz prejšnjega diha, s tem pa se poveča celotni volumen zraka v pljučih v danem trenutku; proces se imenuje hiperinflacija. Hiperinflacija zaradi telesne dejavnosti je pri KOPB povezana z zasoplostjo in kratko sapo, saj je težje vdihniti, če so pljuča deloma že polna.
Nekatere osebe imajo tudi delno hiperodzivnost dihalnih poti na dražila, ki spominja na znake pri astmi.
Do nizke ravni kisika in visoke ravni ogljikovega dioksida v krvi lahko pride zaradi slabe plinske izmenjave kot posledica zmanjšane ventilacije zaradi obstrukcije dihalnih poti, hiperinflacije in zmanjšane volje za dihanje.  Med obdobji poslabšanja se poveča vnetje dihalnih poti, kar vodi v povečano hiperinflacijo, zmanjšanje pretoka zraka ob izdihu in poslabšan prenos plinov. To lahko privede tudi do nezadostnega prezračevanja in navsezadnje do nizke ravni kisika v krvi. Nizki nivoji kisika, če so prisotni dlje časa, lahko povzročijo  zoženje arterij v pljučih, medtem ko emfizem okvari kapilare v pljučih.  Obe spremembi povzročita povečan tlak krvi v  pljučnih arterijah, kar lahko vodi v nastanek pljučnega srca (cor pulmonale).

## Diagnoza
Diagnozo KOPB je treba imeti v mislih pri vseh osebah, ki so starejše od 35 do 40 let in ki imajo kratko sapo, kronični kašelj, s proizvodnjo izmečka, ki imajo številnejše prehlade pozimi in zgodovino izpostavljenosti dejavnikom tveganja za to bolezen. Spirometrija se nato uporabi za potrditev diagnoze.

### Spirometrija
Spirometrija meri trenutni obseg obstrukcije dihalnih poti in se praviloma izvede po uporabi bronhodilatatorja, to je zdravila za odpiranje dihalnih poti. Za diagnozo se merita dve glavni komponenti: prisilno izdihan volumen v eni sekundi (FEV1), to je največja količina zraka, ki jo je možno izdihniti v prvi sekundi diha, in prisiljena vitalna kapaciteta (FVC), ki je največja količina zraka, ki jo lahko oseba izdihne v enem samem velikem dihu. Normalno se v prvi sekundi izdihne 75-80 % FVC in razmerje FEV1 / FVC pod 70 % pomeni za osebo s simptomi KOPB, da to bolezen tudi ima. Na podlagi teh meritev bi spirometrija privedla do prekomernega diagnosticiranja KOPB pri starejših. Merila, ki jih je postavil Nacionalni inštitut za klinično odličnost, dodatno zahtevajo FEV1 pod 80 % napovedanega.
Dokazi, po katerih naj bi spirometrija pri osebah brez simptomov omogočila predhodno diagnozo stanja, niso zanesljivi, zato se ta metoda ne priporoča. Konični ekspiratorni pretok (največja hitrost izdiha), ki se pogosto uporablja pri astmi, za diagnozo KOPB ne zadošča.

### Resnost
| Raven | Prizadeta dejavnost    |
| ----- | ---------------------- |
| 1     | Samo naporna dejavnost |
| 2     | Živahna hoja           |
| 3     | Ob normalni hoji       |
| 4     | Po nekaj minutah hoje  |
| 5     | Med preoblačenjem      |

| Resnost            | FEV1 % predvideno              |
| ------------------ | ------------------------------ |
| Blago (GOLD 1)     | ≥80                            |
| Zmerno (GOLD 2)    | 50–79                          |
| Hudo (GOLD 3)      | 30–49                          |
| Zelo hudo (GOLD 4) | <30 ali kronična odpoved dihal |

Številne metode omogočajo ugotovljanje vpliva KOPB na določenega posameznika. Prilagojen vprašalnik mMRC (British Medical Research Council) ali test za oceno KOPB (CAT - COPD assessment test) sta preprosta vprašalnika, ki omogočata ugotavljanje resnosti simptomov. Rezultati pri CAT imajo razpon 0-40: čim višji je rezultat, tem hujša je bolezen. Spirometrija lahko ugotovi resnost omejitve zračnega pretoka. Običajno temelji na FEV1 kot odstotek »normalne«  vrednosti za starost, spol, višino in težo osebe. Tako ameriške kot tudi evropske smernice priporočajo, da se zdravljenje delno opira na FEV1. Smernice GOLD predlagajo štiri kategorije, ki temeljijo na oceni simptomov in na omejitvi pretoka zraka. Treba je tudi upoštevati izgubo teže in šibkost mišic ter prisotnost drugih bolezni.

### Drugi testi
Rentgensko slikanje prsnega koša (RTG p/c) in krvna slika sta med diagnozo lahko koristna zaradi izključitve drugih bolezni. Značilni znaki na rentgenski sliki so pretirano razširjena pljuča, sploščena prepona, povečan retrosternalni zračni prostor in bule; rentgenska slika tudi pomaga izključiti druga obolenja pljuč, kot so na primer pljučnica, pljučni edem ali pnevmotoraks. Posnetek prsi visoke ločljivosti z  računalniško tomografijo (CT) lahko pokaže razprostranjenost emfizema po celih pljučih, poleg tega je lahko koristen pri izključitvi drugih bolezni pljuč. Vendar to le redko vpliva na nadaljnje zdravljenje, razen če je načrtovan kirurški poseg.  Analiza arterijske krvi se uporablja za določanje potrebe po kisiku; priporoča se jo pri bolnikih s FEV1 pod 35 % napovedane vrednosti, pri bolnikih z nasičenostjo okončin s kisikom pod 92 %, in pri bolnikih z znaki zastojne srčne odpovedi. V predelih sveta s pogostim pomanjkanjem alfa-1 antitripsina, bi bilo treba razmisliti o testiranju ljudi s KOPB, zlasti tistih, ki so mlajši od 45 let in bolnikih z emfizemom.
- Rentgenska slika pljučnega koša (RTG p/c) s hudo KOPB. Očitno je, kako majhno je srce v primerjavi z velikostjo pljuč.
- Stranska rentgenska slika prsi pri osebi z emfizemom. Vidi se sodast prsni koš in ravna prepona.
- Pljučna bula, kot jo kaže RTG p/c, pri osebi z resno KOPB
- Resen primer bulastega emfizema
- Aksialna CT slika pljuč osebe s terminalnim bulastim emfizemom

### Diferencialna diagnoza
KOPB je morda treba razlikovati od drugih vzrokov za kratko sapo, kot so zastojna srčna odpoved, pljučna embolija, pljučnica ali pnevmotoraks. Veliko ljudi s KOPB zmotno misli, da imajo astmo. Med astmo in KOPB se razlikuje na osnovi simptomov, na anamnezi kajenja in glede na to, ali je omejitev pretoka pri spirometriji reverzibilna z bronhodilatatorji. Tuberkuloza se tudi lahko javlja s kroničnim kašljem, kar je treba imeti v mislih na lokacijah, kjer je pogosta. Manj pogosti stanji s podobnimi znaki sta lahko bronhopulmonalna displazija in obliterativni bronhiolitis. Kronični bronhitis se lahko javlja ob normalnem pretoku zraka in v tem primeru ni razvrščen kot KOPB.

## Preventiva
Večina primerov KOPB se lahko prepreči tako, da se zmanjša izpostavljenost tobačnemu dimu in izboljša kakovost zraka. Letno cepljenje proti gripi pri osebah s KOPB zmanjša verjetnost za poslabšanja, hospitalizacijo in smrt. Pnevmokokno cepljenje je prav tako lahko koristno.

### Konec kajenja
Skrb za to, da ljudje sploh ne začnejo kaditi, je ključni vidik preprečevanja KOPB.  Politika vlad, javne zdravstvene ustanove in protikadilske organizacije bi lahko zmanjšale ravni kajenja, ki bi ljudi od odvračale od tega, da začnejo kaditi, oziroma bi jim pomagale, da prenehajo kaditi. Prepoved kajenja na javnih mestih in delovnih mestih so pomembni ukrepi, ki zmanjšujejo izpostavljenost pasivnemu kajenju in čeprav prepoved že mnogo kje velja, bi jo bilo vredno še razširiti. 
Pri kadilcih je prenehanje kajenja edini ukrep, ki dokazano upočasni slabšanje KOPB. Tudi v pozni fazi bolezni lahko upočasni slabšanje pljučne funkcije in odloži začetek invalidnosti in nastop smrti. Konec kajenja se začne z odločitvijo za prenehanje kajenja tobaka, temu sledi poizkus prenehanja kajenja. Pogosto je potrebnih več poskusov, preden se doseže dolgoročna vzdržnost. Poskusi v obdobju 5 let vodijo do uspeha pri skoraj 40 % ljudi.
Nekateri kadilci lahko dolgoročno prenehajo kaditi samo s pomočjo močne volje. Tobak povzroča visoko stopnjo zasvojenosti in mnogi kadilci potrebujejo dodatno podporo. Podpora okolja, sodelovanje v programu za odvajanje od kajenja in uporaba zdravil, kot so nikotinska nadomestna terapija, bupropion ali vareniklin, povečujejo verjetnost za uspeh.

### Zdravje pri delu
Za omejitev nevarnosti za KOPB so bili sprejeti številni ukrepi za zmanjšanje ogroženosti delavcev v nevarnih panogah, kot so rudarstvo, gradbeništvo in kamnoseštvo. Primeri teh ukrepov so med drugim oblikovanje pravil za javnost,  izobraževanje delavcev o nevarnostih, spodbujanje k opuščanju kajenja, redni pregledi zaposlenih za odkrivanje zgodnjih znakov KOPB, uporaba respiratorjev in nadzor nad prahom. Učinkovit nadzor nad prahom je mogoče doseči z izboljšanjem prezračevanja, uporabo vodnih razpršil in rudarskih tehnik, ki zmanjšujejo nastajanje prahu. Če delavec razvije KOPB, se lahko nadaljnje poškodbe pljuč preprečijo tako, da se delavca ne izpostavlja vel prahu, recimo s prestavitvijo na drugo delovno mesto.

### Onesnaženost zraka
Kakovost zraka, tako v zaprtih prostorih kot na prostem, je mogoče izboljšati, s čimer se prepreči KOPB ali pa vsaj upočasni slabšanje pri obstoječi bolezni. To je mogoče doseči s prizadevanji javne politike, s spremembami v kulturi in z osebno vpletenostjo.
Številne razvite države so s predpisi uspele izboljšati kakovost zraka na prostem.  To je privedlo do izboljšav pljučne funkcije pri njihovem prebivalstvu. Osebe s KOPB lahko tako doleti manj znakov bolezni, v kolikor ob dnevih, ko je kakovost zunanjega zraka slaba, ostanejo v zaprtih prostorih.
Eno od ključnih prizadevanj je zmanjšanje izpostavljenosti dimu, ki nastaja s kuhanjem in ogrevanjem prostorov, in sicer z izboljšanim prezračevanjem domov ter boljšimi pečmi in dimniki. Ustrezne peči lahko kakovost zraka v zaprtih prostorih izboljšajo za 85 %.  Uporaba alternativnih virov energije, kot sta kuhanje na sonce in električno ogrevanje, je učinkovita rešitev, prav tako namesto biomase uporaba goriv, kot sta petrolej ali oglje.

## Obvladovanje
Bolezni ni možno popolnoma pozdraviti, vendar pa so simptomi ozdravljivi in napredovanje bolezni je mogoče zavreti. Glavni cilji pri obvladovanju bolezni so zmanjšanje dejavnikov tveganja, stabilizacija bolezni, preprečevanje in zdravljenje akutnih poslabšanj in obvladovanje drugih, s KOPB povezanih obolenj. Edina ukrepa, za katera je dokazano, da zmanjšujeta smrtnost, sta prenehanje kajenja in vdihovanje dodatnega kisika. Odpoved tobaku zmanjša tveganje za smrt za 18 %. Druga priporočila vključujejo: cepljenje proti gripi enkrat na leto, pnevmokokno cepljenje enkrat na vsakih 5 let in zmanjšanje izpostavljenosti onesnaženemu zraku iz okolja. Pri osebah z napredovalno boleznijo lahko paliativna oskrba zmanjša simptome; morfij pri tem izboljšuje občutek kratke sape. Neinvazivna ventilacija se lahko uporablja kot podpora dihanju.

### Telesna dejavnost
Pljučna rehabilitacija je program telesne dejavnosti, obvladovanja bolezni in svetovanja, ki je usklajen z željami in potrebami posameznika.  Pri prizadetih, ki se jim je stanje pred kratkim poslabšalo, pljučna rehabilitacija lahko izboljša splošno kakovost življenja, sposobnost za telesno dejavnost in zmanjša umrljivost. Prav tako je bilo dokazano, da se s programom izboljša občutek osebe, da svojo bolezen kot tudi svoja čustva laže obvladuje. Dihalne vaje imajo same po sebi omejeno vlogo.
Telesna teža pod ali nad normalno težo lahko vpliva na simptome, na stopnjo invalidnosti in napoved KOPB. Ljudje s KOPB in prenizko težo lahko izboljšajo moč svojih dihalnih mišic s povečanim vnosom kalorij. V kombinaciji z redno vadbo ali programom za rehabilitacijo pljuč lahko to privede do izboljšanja simptomov KOPB. Dopolnilna prehrana je lahko koristna pri podhranjenih osebah.

### Bronhodilatatorji
Dihalni bronhodilatorji so zdravila, ki se uporabljajo ob začetku zdravljenja in ki v manjši meri koristijo bolniku. Obstajata dve glavni vrsti bronhodilatorjev,  β 2 agonisti in antiholinergiki; obe sta na voljo v dolgotrajno in kratkotrajno delujoči obliki. Zmanjšujejo zasoplost, težko dihanje in omejitve telesni dejavnosti, kar izboljša kakovost življenja. Ali na napredovanje bolezni delujejo, ni jasno.
Pri osebah z blago obliko bolezni se po potrebi priporočajo kratko delujoči agenti. Pri osebah s hujšo obliko se priporočajo dolgotrajno delujoči agenti. Če dolgotrajno delujoči bronhodilatorji ne zadoščajo, se običajno dodajajo kortikosteroidi. V zvezi z dolgotrajnim delovanjem agentov ni jasno, ali je tiotropij (dolgotrajno delujoč antiholinergik) boljši kot dolgotrajno delujoči beta-agonisti (LABA); pri zdravljenju bi bilo smiselno najprej poskusiti uporabo obeh zdravil, nato pa nadaljevati z učinkovitejšim od obeh. Obe vrsti dolgotrajno delujočih bronhodilatatorjev zmanjšujeta nevarnost za akutno poslabšanje za 15-25 %. Hkratna uporaba obeh ima verjetno svoje dobre strani, kljub temu pa so koristi vprašljive. 
Na voljo je več kratko delujočih agonistov β2, kot sta salbutamol (Ventolin) in terbutalin. Simptome lajšajo za čas štirih do šestih ur. Dolgoročno delujoči β2 agonisti, kot sta salmeterol in formoterol, se pogosto uporabljajo v vzdrževalnem zdravljenju. Nekateri menijo, da so dokazi o njihovi koristnosti omejeni, drugi spet menijo, da so njihove koristi jasne in dokazane. Raziskave kažejo, da je dolgotrajna raba dolgotrajno delujočih bronhodilatatorjev pri KOPB varna,  neželeni učinki so med drugim tresenje in razbijanje srca (palpitacije). Če se uporabljajo skupaj s steroidi na vdihavanje, povečujejo tveganje za pljučnico. Sicer je možno, da steroidi in LABA delujejo sinergistično, ni pa jasno, ali ta mala korist odtehta tveganja.
Obstajata dva glavna antiholinergika za uporabo pri KOPB, ipratropij in tiotropij. Ipratropij je kratko delujoče sredstvo, tiotropij pa deluje dolgotrajno. Tiotropij povezujejo z zmanjšanjem poslabšanj in izboljšano kakovostjo življenja, poleg tega naj bi bil tiotropij učinkovitejši od ipratropija. Tiotropij naj ne bi vplival na umrljivost ali na skupno stopnjo hospitalizacije. Antiholinergiki lahko povzročijo suha usta in simptome na sečilih. Povezani so tudi s povečanim tveganjem za bolezni srca in za možgansko kap. Aklidinij, eno od dolgoročno delujočih sredstev, ki je prišel na trg leta 2012, se je uporabljal kot alternativa tiotropiju.

### Kortikosteroidi
Kortikosteroidi se običajno uporabljajo v inhalacijski obliki, lahko pa se jemljejo tudi kot tablete za zdravljenje in preprečevanje akutnih poslabšanj. Inhalacijski kortikosteroidi (ICS) sicer niso pokazali koristi za ljudi z blago KOPB, vendar pa zmanjšajo poslabšanja pri bolnikih z zmerno ali hudo boleznijo. Če se uporabljajo v kombinaciji z LABA, zmanjšujejo smrtnost bolj kot ICS ali LABA sami zase. Sami kortikosteroidi na enoletno umrljivost nimajo vpliva, povezani so s povečano stopnjo pljučnice. Njihov vpliv na napredovanje bolezni ni razjasnjen. Dolgotrajno zdravljenje s steroidnimi tabletami je povezano z občutnimi stranskimi učinki.

### Druga zdravila
Dolgotrajni antibiotiki, posebno učinkovine iz razreda makrolidov, kot je eritromicin, zmanjšujejo pogostost poslabšanj pri osebah, pri katerih prihaja več kot enkrat na leto do zapletov. Pristop je v nekaterih predelih sveta verjetno stroškovno učinkovit. Resni pomisleki se nanašajo med drugim na odpornost na antibiotike in težave s sluhom pri azitromicinu. Metilksantini, kot je teofilin, navadno povzročijo več škode kot koristi, zato se običajno ne priporočajo,  lahko pa se jih uporabi kot sredstvo drugega izbora pri primerih, ki jim drugi ukrepi niso kos. Mukolitiki lahko pomagajo pri nekaterih ljudeh, ki imajo zelo gosto sluz, vendar na splošno niso potrebni. Zdravila za kašelj se ne priporočajo.

### Kisik
Dodajanje kisika se priporoča pri bolnikih z nizkimi ravnmi kisika v mirovanju (parcialni tlak kisika pod 50–55 mmHg ali zasičenost s kisikom manj kot 88 %). V tej skupini ljudi se tveganje za zastojno srčno odpoved in smrt zmanjša, če se kisik uporablja 15 ur na dan,  poleg tega izboljšuje telesna zmogljivost. Pri osebah z normalno ali rahlo nizko ravnjo kisika lahko dodatni kisik izboljša zasoplost. Obstaja nevarnost za požar in zato malo koristi, če oseba na kisiku še naprej kadi. V tem primeru nekateri odsvetujejo njegovo rabo. Med akutnimi poslabšanji mnogi potrebujejo zdravljenje s kisikom; uporaba visokih koncentracij kisika, ne da bi se pri tem upoštevalo bolnikov nivo zasičenja s kisikom, lahko privede do povečane koncentracije ogljikovega dioksida in poslabša rezultate. Pri osebah z velikim tveganjem za visoke ravni ogljikovega dioksida se priporoča zasičenje s kisika med 88 % in 92 %, za osebe brez tega tveganja pa znašajo priporočene ravni 94-98 %.

### Kirurgija
Za osebe z zelo hudo obliko bolezni je operacija, kot recimo presaditev pljuč ali kirurško zmanjšanje pljučne prostornine, lahko koristna. Pri kirurškem zmanjšanju pljučne prostornine se odstrani del pljuč, ki ga je emfizem najbolj prizadel, tako da se lahko preostali, razmeroma neprizadet del pljuč razširi in bolje deluje.  Presaditev pljuč se včasih opravi v primeru zelo hude KOPB, še posebej pri mlajših osebah.

### Poslabšanja
Akutno poslabšanje se običajno zdravi s povečano rabo hitro delujočih bronhodilatatorjev. Pogosto gre za kombinacijo kratko delujočega vdihanega beta agonista in antiholinergika. Ta zdravila se daje bodisi prek inhalatorja z določenim odmerkom z distančnikom, bodisi s pomočjo razpršilca, ki sta oba enako učinkovita. Vdihavanje megle naj bi bilo lažje za slabotnejše bolnike.
Peroralni kortikosteroid izboljšujejo možnost za okrevanje ter zmanjšujejo celokupno trajanje simptomov. Pri osebah s hudim zapletom antibiotiki izboljšajo rezultate. Uporabi se lahko več različnih antibiotikov, kot so recimo amoksicilin, doksiciklin ali azitromicin; ni jasno, ali je kateri med njimi boljši od drugih. Ni jasnih dokazov o koristi antibiotikov pri manj hudih primerih.
Neinvazivna ventilacija s pozitivnim tlakom pri bolnikih z akutno dvignjenim nivojem CO2 (odpoved dihanja vrste 2) zmanjša verjetnost za smrt ali potrebo po intenzivni negi z mehanskim prezračevanjem. Poleg tega ima teofilin verjetno pomembno vlogo pri primerih, ki se na druge ukrepe ne odzivajo. Od poslabšanj potrebuje manj kot 20 % bolnikov hospitalizacijo. Bolnike brez acidoze zaradi odpovedi dihal se lahko oskrba na domu, kar zmanjša število hospitalizacij.

## Napoved
| ni podatkov ≤110 110–220 220–330 330–440 440–550 550–660 | 660–770 770–880 880–990 990–1100 1100–1350 ≥1350 |

KOPB se običajno postopoma slabša s časom in se lahko konča s smrtjo. Ocenjuje se, da je 3 % vseh invalidnosti povezano s KOPB. Globalni delež invalidnosti zaradi KOPB se je med 1990 in 2010 zmanjšal predvsem v Aziji zaradi boljše kakovosti zraka v zaprtih prostorih. Skupno število let življenja z invalidnostjo zaradi KOPB pa se je povečalo.
Hitrost, s katero se KOPB slabša, je odvisna od prisotnosti dejavnikov, ki napovedujejo slab izid, kot recimo huda obstrukcija dihalnih poti, nizka zmožnost za telesno dejavnost, kratka sapa, močna podhranjenost ali prekomerna telesna teža, zastojna srčna odpoved, neprestano kajenje in pogosta poslabšanja bolezni. Dolgoročne posledice KOPB je mogoče oceniti s pomočjo indeksa BODE, na katerega  (vrednost med 0 in 10) vplivajo FEV1, indeks telesne mase, razdalja, prehojena v šestih minutah, in prilagojena lestvica za dispnejo MRC. Znatna izguba teže je slab znak. Rezultati spirometrije so tudi dober pokazatelj za bodoče napredovanje bolezni, vendar ne tako dober, kot je indeks BODE.

## Epidemiologija
Leta 2010 je KOPB po vsem svetu imelo približno 329 milijonov ljudi (4,8 % prebivalstva); bolezen je nekoliko pogostejša pri moških kot pri ženskah. Za primerjavo: leta 2004 je bilo prizadetih 64 milijonov ljudi.. Leta 2012 je KOPB bila na trejtme mestu na svetu med vzroki smrti (WHO poročilo o vzrokih smrti ). Porast v državah v razvoju med 1970 in 2000 naj bi bil v zvezi s povečano ravnjo kajenja na tem območju, naraščanjem števila prebivalstva in pa s staranjem prebivalstva, katerega vzrok je manjša stopnja umrljivosti zaradi boljše zdravstvene oskrbe drugih obolenj, kot so nalezljive bolezni. Nekatere razvite države so opazile povečano stopnjo, nekatere so ostale stabilne, nekatere pa so zabeležile zmanjšanje stopnje razširjenosti (prevalence) KOPB. Pričakuje se, da bo prevalenca globalno še naprej naraščala, saj so dejavniki tveganja še vedno pogosti in prebivalstvo se še naprej stara.
Med 1990 in 2010 je število smrti zaradi KOPB rahlo padlo s 3,1 na 2,9 milijona  Na splošno pomeni četrti vodilni vzrok smrti v svetu. V nekaterih državah se je umrljivost pri moških zmanjšala, pri ženskah pa povečala. Najverjetneje je to zaradi tega, ker se stopnje kajenja pri ženskah in moških približujejo. KOPB je pogostejša pri starejših osebah. Odvisno od populacije, ki se proučuje, prizadene od 34 do 200 oseb na 1.000 ljudi, starejših od 65 let.
V Angliji ocenjujejo, da ima 840.000 ljudi (od skupno 50 milijonov) diagnozo KOPB; to pomeni, da približno ena oseba na 59 ljudi dobi diagnozo KOPB na neki točki v življenju. V najbolj socialno-ekonomsko ogroženih delih države je pogostnost diagnoze KOPB 1 na 32 oseb, na najpremožnejših območjih pa 1 na 98. V Združenih državah Amerike so KOPB diagnosticirali pri približno 6,3 % odraslega prebivalstva, to je približno 15 milijonov ljudi.  25 milijonov ljudi ima lahko da KOPB, če se v štetje vključi še trenutno neodkrite primere. V letu 2011 je bilo v ZDA približno 730.000 hospitalizacij zaradi KOPB.
V Sloveniji za KOPB zboli približno 20 % kadilcev, zaradi posledic bolezni pa letno umre od 500 do 600 oseb. Razširjenost KOPB v Sloveniji znaša okoli 10 %, poleg tega narašča tudi število obolelih s pljučnim rakom, kjer je prav tako glavni vzrok kajenje. Pljučni rak se pogosteje pojavlja pri bolnikih s KOPB, v Sloveniji pa za njim letno zboli okoli 1200 ljudi. V Sloveniji je po podatkih iz marca 2013 kadilo okoli 24 odstotkov odraslih ljudi, zaskrbljujoče pri tem je velik delež mladih. Med njimi je predvsem med najstniki največ kadilk deklet, pri odrasli populaciji pa je več moških kadilcev.

## Zgodovina
Beseda »emfizem« izhaja iz grščine starogrško ἐμφυσᾶν: emphysan , ki pomeni »napihniti« - sestavljena pa je iz starogrško ἐν: en, ki pomeni »v«, in starogrško φυσᾶν: physan, kar pomeni »dih«. Izraz kronični bronhitis so začeli uporabljati leta 1808, medtem ko so izraz KOPB verjetno prvič uporabili leta 1965. Predtem so bolezen poznali pod številnimi različnimi imeni, kot so kronična obstruktivna bronhopulmonalna bolezen, kronična obstruktivna bolezen dihal, kronična obstrukcija dihalnih poti, kronična omejitev zračnega pretoka, nespecifična kronična pljučna bolezen in difuzni obstruktivni pljučni sindrom.  Izraza kronični bronhitis in emfizem so formalno definirali leta 1959 na simpoziju CIBA in leta 1962 na seji odbora za diagnostične standarde Ameriškega torakalnega društva (American Thoracic Society, ATS).
Leta 1679 je T. Bonet opisal bolezen, ki jo je imenoval »debela pljuča«, leta 1769 pa je Giovanni Morgagni opisal pljuča, ki so bila »zatekla, zlasti zaradi zraka«.  Prve risbe emfizema iz leta 1721 so delo Ruysha. Leta 1789 je Matthew Baillie opisal in orisal destruktivno naravo bolezni.  Leta 1814  Charles Badham uporabi izraz »katar« za opis kašlja in prekomerne sluzi pri kroničnem bronhitisu. Ugotovil je, da niso upadle kot po navadi, saj so bile polne zraka in njihove dihalne poti so bile zapolnjene s sluzjo. Leta 1842 je John Hutchinson izumil spirometer, kar je omogočilo merjenje vitalne kapacitete pljuč.  Njegov spirometer je sicer lahko meril samo prostornino, ne pa pretoka zraka. Tiffeneau in Pinelli sta leta 1947 opisala načela za merjenje pretoka zraka.
Leta 1953 je George L. Waldbott, alergolog iz ZDA, v Reviji združenja zdravnikov ZDA (Journal of American Medical Association) kot prvi opisal novo bolezen, ki jo je poimenoval »dihalni sindrom kadilca«. To je bila prva asociacija med kajenjem in kronično boleznijo dihal.
Zgodnje zdravljenje je med drugim vključevalo česen, cimet in ipekak. Sodobne metode zdravljenja so razvili v drugi polovici 20. stoletja.  Dokazi, ki podpirajo uporabo steroidov pri KOPB, so bili objavljeni v poznih 1950-ih.  Bronhodilatorji so se začeli uporabljati v šestdesetih, po obetavnem testiranju izoprenalin a. Dodatni bronhodilatorji, kot je salbutamol, so prišli na trg v 1970-ih, LABA se je začelo uporabljati sredi 1990-ih.

## Družba in kultura
KOPB se pogosto pojmuje kot »kadilčeva pljuča«. Osebe z emfizemom se imenujejo tudi »rožnati pihači« ali »tip A« zaradi pogosto rožnate polti, hitrega diha in našobljenih ustnic, ljudi s kroničnim bronhitisom pa »modri napihnjenci« ali »tip B«, ker imajo pogosto  modrikasto kožo in ustnice zaradi nizkih ravni kisika in ker jim pogosto zatekajo gležnji. Opisana terminologija ni več sprejemljiva, saj ima večina ljudi s KOPB kombinacijo obeh tipov.
Mnogi zdravstveni sistemi imajo težave pri zagotavljanju ustreznih možnosti za identifikacijo, diagnosticiranje in skrb za ljudi s KOPB; Britansko ministrstvo za zdravje je bolezen opredelilo kot velik problem in se odločilo za posebno strategijo za reševanje teh problemov.

### Gospodarstvo
Po vsem svetu so leta 2010 ekonomski stroški celega sveta zaradi KOPB znašali 2,1 milijard $, polovica pri tem v državah v razvoju. Pri tem je 1,9 milijard $ neposrednih stroškov, kot je zdravljenje, 0,2 milijard $ pa so posredni stroški, kot je odsotnost z dela. Pričakovati je, da se bo ta številka v naslednjih 20 letih najmanj podvojila. V Evropi KOPB predstavlja 3 % stroškov v zdravstvu. V ZDA so stroški bolezni ocenjeni na 50 milijard dolarjev, od katerih je večji del posledica poslabšanj. V ZDA KOPB med bolezni, ki bolnišnice največ stanejo: leta 2011 so bili skupni stroški približno 5,7 milijard dolarjev.

## Raziskave
Infliksimab, biološko zdravilo za zaviranje imunskega odziva, je bilo preizkušeno pri KOPB, vendar o njegovih koristi ni bilo nobenih dokazov. Roflumilast je naslednje obetavno zdravilo, vendar naj bi vplivalo na kakovost življenja. V fazi razvoja se nahajajo številne dolgoročno delujoče učinkovine. Trenutno potekajo raziskave zdravljenja z zarodnimi celicami. Čeprav je metoda na splošno varna in podatki poskusov na živalih obetavni, obstaja leta 2014 le malo podatkov za ljudi.

## Druge živali
Kronična obstruktivna pljučna bolezen se lahko pojavi pri številnih drugih živali, do katere lahko pride zaradi izpostavljenosti cigaretnemu dimu. Večinoma ima bolezen blago obliko. Znana je pri konjih kot ponavljajoča se obstrukcija dihalnih poti, običajno je posledica alergijske reakcije na slamo, ki vsebuje glive. KOPB je pogosto najti pri starih psih.